# Bough Beech Brook
Der Bough Beech Brook ist ein Wasserlauf in Kent, England. Er entsteht südlich des Bough Beech Reservoir und fließt in südlicher Richtung bis zu seiner Mündung in den River Eden.